# Donacia vietnamensis
Donacia vietnamensis es una especie de insecto coleóptero de la familia Chrysomelidae.
Fue descrita científicamente en 1979 por Kimoto & Gressitt.